# Пургли, Магдолна
Магдолна Пургли де Йозашхейи (венг. Jószáshelyi Purgly Magdolna; 10 июня 1881, Куртичи, Австро-Венгрия (ныне Румыния) — 8 января 1959, Эшторил, Португалия) — супруга адмирала и регента Венгрии Миклоша Хорти.

## Биография

### Ранние годы
Магдолна Пургли родилась в зажиточной помещичьей семье землевладельца и депутата Яноша Пургли и его жены Вашархейи Илоны. В течение первых 20 лет своей жизни она не имела отношений с представителями противоположного пола, придерживаясь семейной традиции и будучи скромной девушкой.
22 июля 1901 года в городе Арад состоялась свадьба Магдолны и морского офицера Миклоша Хорти. Свой медовый месяц они провели в Земмеринге, после чего переехали в Пулу — город на побережье Адриатического моря и крупнейшую австрийскую военно-морскую базу, где Хорти был вынужден находиться по долгу службы. С момента вступления в брак Магдолна, как и все офицерские жёны, зачастую сопровождала мужа в поездках.
В Пуле у Миклоша и Магдолны родилось четверо детей: Магдолнa (1902—1918), Паула (1903—1940), Иштван (1904—1942) и Миклош (1907—1993). В 1908 году, когда Хорти был переведён на службу в Константинополь, его семья последовала за ним. До 1909 года они жили в собственном доме на берегу пролива Босфор, а в течение последующих пяти лет — вплоть до начала Первой мировой войны — в Вене.

### Первая мировая война
В годы Первой мировой войны, когда Хорти принимал участие в боевых действиях на стороне ВМС Австро-Венгрии, его жена и дети находились в Пуле. С мужем Магдолна виделась редко и даже о присвоении ему чина контр-адмирала узнала от знакомых. В 1918 году, когда окончательно пала австрийская монархия, семья Хорти перебралась в Вену. Позже адмирал, вскоре также прибывший туда, перевёз её в Кендереш, где находилось его родное имение.
В течение менее, чем двух лет, Хорти, его жена и дети проживали в усадьбе в Кендереше, что одобряла Магдолна. Однако вскоре к Хорти обратился венгерский премьер-министр Дьюла Каройи с просьбой принять участие в ликвидации Венгерской Советской Республики и свержении коммунистического режима. 1 марта 1920 года Хорти был провозглашён регентом Венгрии и — фактически — полновластным диктатором государства. Как жена регента, Магдолна получила обращение «Светлейшая Госпожа» (венг. Főméltóságú Asszony).

### Первая леди
В годы регентства своего мужа госпожа Хорти редко появлялась на публике. Проживая в резиденции регента — Будайской крепости — она посвятила себя дому и семье. В общей сложности, проживая в Будайской крепости, члены семейства Хорти занимали всего 8 комнат из 814. Большей популярностью, нежели официальная резиденция, у них пользовалась усадьба в Кендереше.
После 1935 года Магдолна стала появляться на публике чаще. Её всерьёз беспокоила судьба мужа на посту главы государства и возрастание влияния в стране крайне правых политических движений, главным образом, Партии скрещённых стрел Ференца Салаши. Не принимая непосредственного участия в политической жизни Венгрии, жена Хорти, тем не менее, пользовалась авторитетом в стране. В 1938 году, после передачи Венгрии части Словакии, она стала инициатором благотворительной акции в поддержку нуждающихся «Верхней Венгрии», то есть, присоединённых территорий.

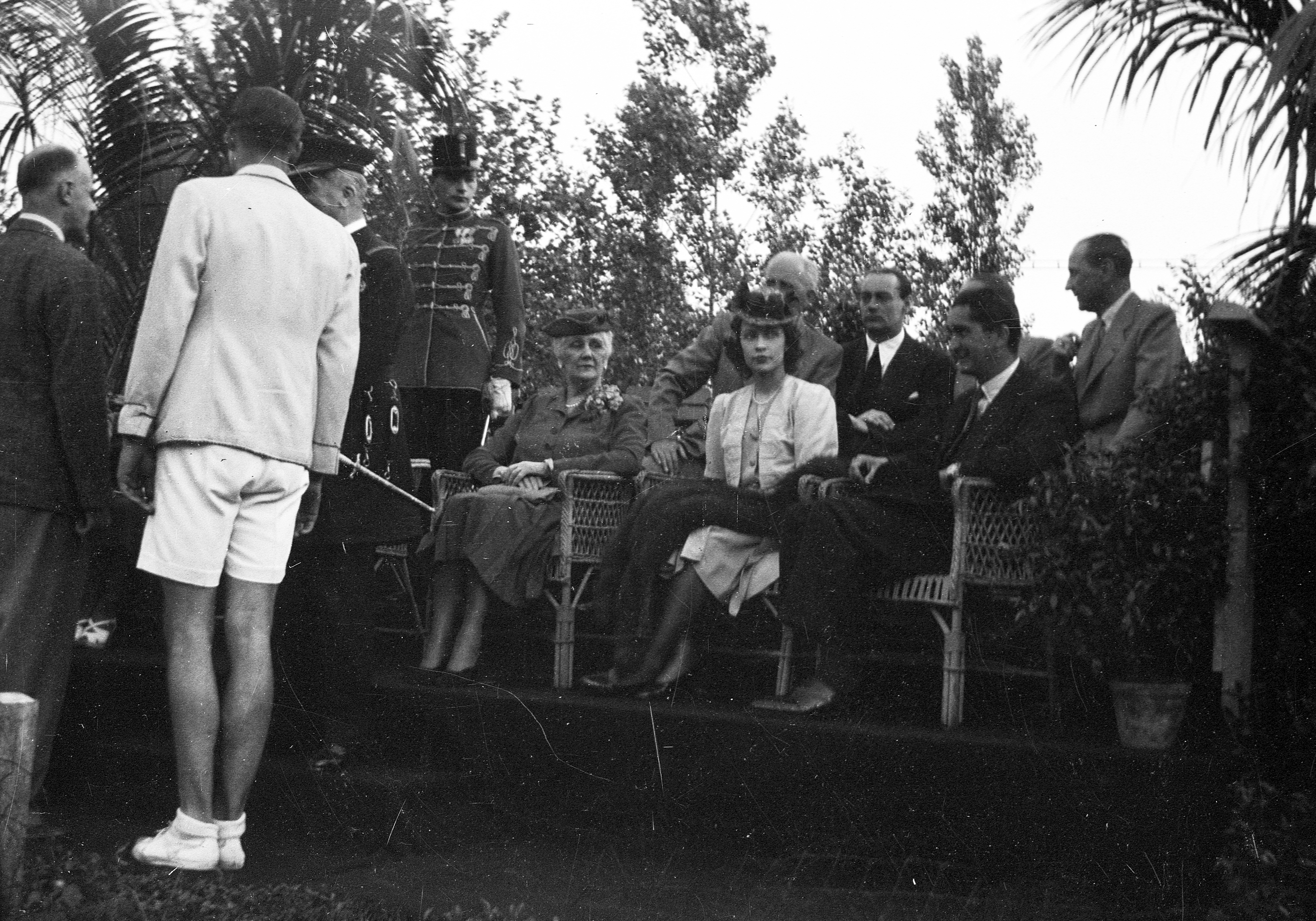
Магдолна Пургли, невестка - графиня Илона Эдельсхайм-Дьюлаи, сын Иштван Хорти на теннисном корте в мае 1942 года во время теннисного матча Венгрия — Германия

Когда Венгрия вступила во Вторую мировую войну на стороне стран Оси, беспокойства супруги Хорти усилились. Однажды она сказала друзьям: «мы пришли к власти достойным путём, через дверь, но я боюсь, что выбраться отсюда мы сможем только через окно». Слова Магдолны практически материализовались. Узнав о том, что Хорти планирует заключить сепаратный мир с СССР и арестовать Салаши, немецкое руководство санкционировало переворот в стране. Младший сын и единственный живой к тому моменту ребёнок регента, Миклош, был заблаговременно похищен немецкими коммандос во главе с Отто Скорцени, чтобы наверняка заставить Хорти отказаться от управления страной, что он и сделал. 16 октября Хорти отрёкся от власти, а Салаши был объявлен «вождём Венгрии». 17 октября 1944 года члены семьи Хорти были вынуждены спешно покинуть Будайскую крепость.

### Последние годы
После окончания Второй мировой войны Хорти и его семья в течение четырёх лет жили в баварском Вайльхайме. В этот период здоровье Магдолны значительно ухудшилось. Последним местом жительства супругов стал португальский Эшторил, где проживал их сын Миклош. Магдолна Пургли умерла в Эшториле в 1959 году, на два года пережив своего мужа. Всех своих детей, кроме младшего сына, она также пережила: Магда умерла от скарлатины в 1918 году, Паула ушла из жизни в 1940 году, а Иштван — военный лётчик — погиб над территорией России в 1942 году.